# 埃迪松·西瓦托内
埃迪松·安东尼奥·西瓦托内·桑佩雷斯（西班牙語：Edison Antonio Ciavattone Sampérez，1938年9月20日—），出生于蒙得维的亚，乌拉圭篮球运动员，曾代表乌拉圭参加1960年夏季奥运会和1964年夏季奥运会男子篮球比赛，均获得第八名。